# Zapata Ugland (schip, 1974)

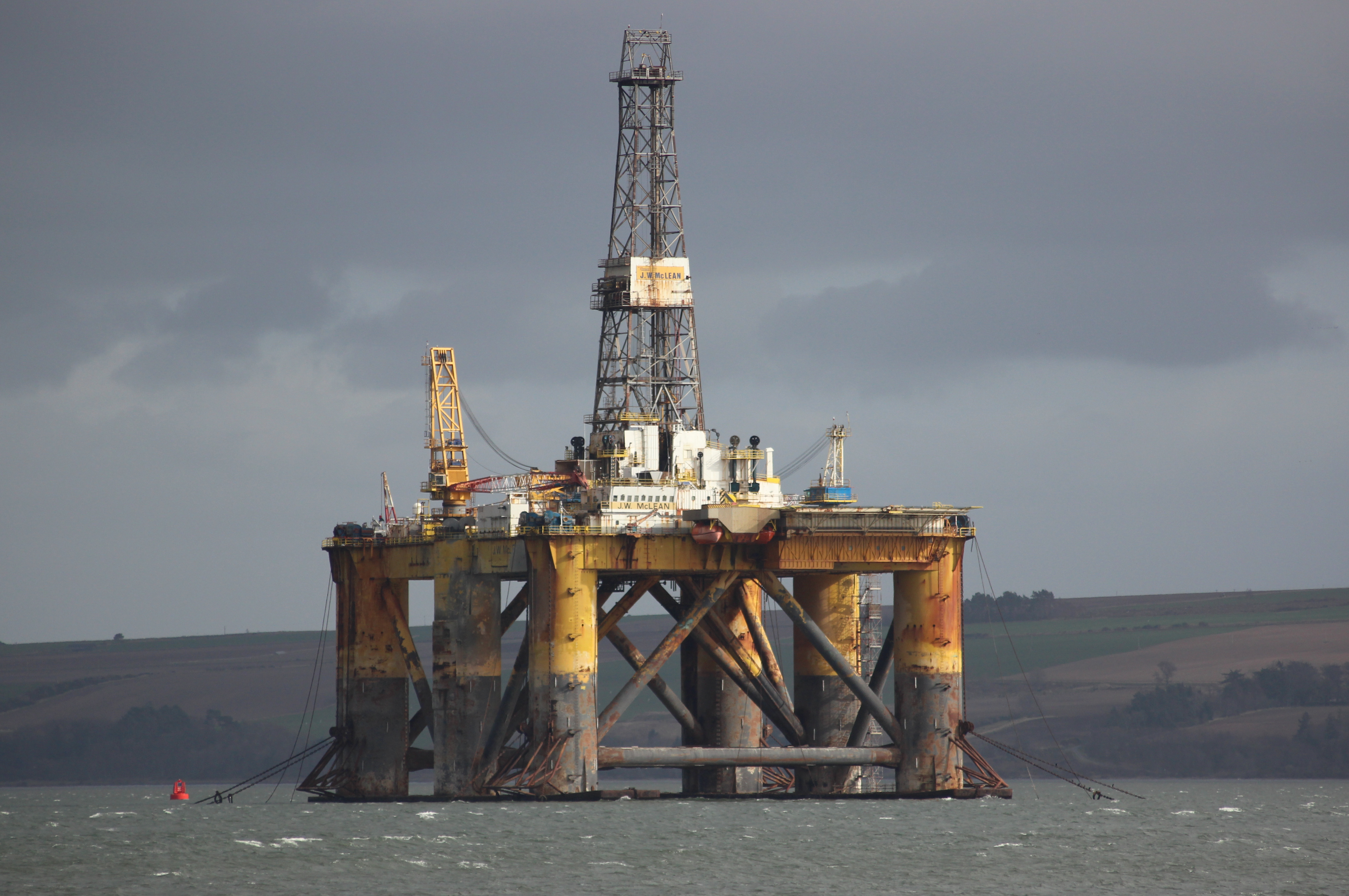
Als J.W. McLean

De Zapata Ugland is een halfafzinkbaar boorplatform dat in 1974 gebouwd werd door Bethlehem Steel voor Ugland. Na oplevering volgde een charter van twaalf jaar aan Zapata, wat de naam verklaart. Het SS-3000-ontwerp van Zapata bestaat uit twee pontons met daarop elk drie kolommen.
Het ontwerp was gericht op de zware weersomstandigheden op de Noordzee en noordelijke Atlantische Oceaan. Het lag dan ook bij Grand Banks van Newfoundland te boren in het Hiberniaveld toen de Ocean Ranger in 1982 verging. De Nordertor, de standbyboot van de Zapata Ugland, werd nog naar de rampplek gedirigeerd, maar kon niets meer betekenen.
In 1990 werd het platform overgenomen als Treasure Driller door Wilrig, onderdeel van Wilh. Wilhelmsen.
In 1994 nam DeepTech het platform over om het om te bouwen naar FPS Eddie Delahoussaye. Al in 1995 nam Reading & Bates het echter over als Rig 42 en later J.W. McLean. In 2001 werd Reading & Bates overgenomen door Transocean Sedco Forex.

## Trivia
In 1976 werd op de Zapata Ugland een clip opgenomen door Shirley Bassey met Everything's Coming up Roses.